# Golgota (Styka)
Golgota (in inglese: Crucifixion) è un monumentale (15 × 60 metri) dipinto panoramico che raffigura la scena della Crocifissione di Cristo sul Calvario, un dipinto a olio su tela del pittore polacco Jan Styka realizzato a Leopoli.

## Storia
La Crocifissione ha una storia affascinante. Nel 1894 Styka si recò a Gerusalemme, per prepararne gli schizzi, e successivamente a Roma, dove la sua tavolozza fu benedetta da Papa Leone XIII. Il dipinto fu svelato a Varsavia con gran successo il 22 giugno 1897. Fu mostrato in molte delle grandi città d'Europa, prima di recarsi in America, per partecipare all'esposizione di St. Louis del 1904. Il dipinto fu sequestrato quando i partner americani di Styka non riuscirono a pagare le tasse doganali e fu considerato perduto per quasi quarant'anni. Nel 1944 il dipinto fu ritrovato, arrotolato attorno a un palo del telefono e gravemente danneggiato, avendo languito per decenni nel seminterrato della Chicago Civic Opera Company.
Considerato il più grande dipinto su soggetto religioso nel mondo venne acquistato dall'imprenditore americano Hubert Eaton, il dipinto fu restaurato dal figlio di Jan Styka, l'artista Adam Styka. È esposto nella Sala della Crocifissione nel cimitero di Forest Lawn Memorial Park a Glendale, in California, uno speciale padiglione per presentare l'opera di Styka. Nel periodo 2005-2006 il dipinto ha subito un massiccio restauro durante la celebrazione del centenario di Forest Lawn.